# ياسمين تود
ياسمين تود (بالإنجليزية: Jasmine Todd)‏ هي منافسة ألعاب القوى أمريكية، ولدت في 23 ديسمبر 1993 في سان دييغو في الولايات المتحدة.

## وصلات خارجية
- ياسمين تود على موقع الاتحاد الدولي لألعاب القوى (الإنجليزية)
- ياسمين تود على موقع الاتحاد الأمريكي لسباقات المضمار والميدان (الإنجليزية)
- ياسمين تود على موقع TFRRS.org (الإنجليزية)